# Южноафриканский воробей
Южноафриканский воробей (лат. Passer melanurus) — один из видов настоящих воробьёв.
Данный вид обитает на юге Африке в саваннах, финбоше, а также в городах.
Длина тела у южноафриканского воробья составляет около 15 см.
Южноафриканский воробей изображён на монетах ЮАР.